# Luis Pérez das Mariñas
Luis (Pérez) das Mariñas (o Dasmariñas) y Sotomayor (Vivero, provincia de Lugo, 1567 o 1568–Manila, islas Filipinas, 7 de diciembre de 1603) fue un militar, explorador, gobernador interino de Filipinas y aventurero español, Caballero de la Orden de Alcántara, hijo del corregidor de León y capitán general de Murcia y de las islas Filipinas Gómez Pérez das Mariñas.

## Biografía
Era el único hijo varón del caballero de la orden de Santiago Gómez Pérez das Mariñas y su segunda esposa, Ana de Sotomayor y Mendoza. Fue paje a Felipe II hasta 1584, año en que, fallecida su madre, marchó con su padre a Murcia, donde era corregidor y capitán general. Cuando a su padre lo nombraron capitán general de Filipinas, embarcó con él en Cádiz (9 de agosto de 1589) y llegaron a Manila en 1590. En 1591 fue a la provincia de Tuy (norte de Luzón), que Guido de Lavezaris y Vera no habían conseguido pacificar, y exploró el curso del Río Grande de Cagayán; logró tomar posesión de la misma (15 de julio de 1591), aunque fue Toribio Miranda quien completó su dominio en octubre de 1594.
Su padre quería ampliar las posesiones españolas en las islas Molucas e Indochina y había preparado en 1593 una gran expedición para tomar Ternate en las Molucas o Malucas, de donde los portugueses habían sido expulsados en 1575 antes de la unión peninsular, pero fracasó y fue asesinado en el intento. Respecto a Indochina, había sido requerido por el rey de Camboya Brhat Sasthra (1543-1594) para que lo defendiera de los thais de Siam a cambio de ser vasallo del rey Felipe II, por lo cual envió en su auxilio al portugués Diogo Veloso. 
Luis sucedió a su padre como gobernador interino de las islas Filipinas el 3 de diciembre de 1593 y envió un pequeño destacamento a Camboya con Diego de Villanueva (8 de febrero de 1594), pero ni éste ni Veloso pudieron impedir la caída de la capital jemer o khmer —entonces Longvek— en poder de los thais, por lo que se retiraron a Laos con el rey vencido antes de regresar a Manila. En su interinazgo fundó el hospital de la Misericordia de Manila y completó su fortificación, iniciada por su padre. Mandó dibujar el famoso Códice Boxer, de gran interés etnográfico. También prolongó su política expansiva, pero solo tuvo éxito la ya mencionada de Miranda (1594): Esteban Rodríguez de Figueroa fracasó en conquistar Mindanao al morir en Cotobato (16 de mayo de 1596) en una emboscada de Silongan, Rajá de Buayan. También se saldó con escaso beneficio la muy discutida expedición a Camboya que ordenó a Juan Suárez Gallinato con Diogo Veloso y Blas Ruiz en auxilio del rey depuesto de Camboya. Envió a pesar de todo una escuadrilla de tres juncos hacia el delta del Mekong a fines de enero de 1596.
El 14 de julio de ese mismo año entregó su gobierno al nuevo gobernador general Francisco Tello; este le comunicó el nuevo cargo que le daba el rey: jefe de los galeones del tornaviaje; se le ordenaba también embarcarse sin aguardar juicio de residencia. Pero rehusó hacerlo por su implicación en la aventura camboyana, pese a su falta de apoyos y a la falta de noticias de Gallinato, Veloso y Ruiz; personalmente preparó y financió una expedición de socorro a Camboya que zarpó de Manila el 7 de julio de 1598. Llegaron a Macao, donde los portugueses no lo ayudaron, y luego a Cantón, donde pasó año y medio en El Piñal.
Veloso y Ruiz habían conseguido derrocar al rey usurpador títere de los thai y tomar la capital Chaktomuk o Chordemuco (actual Nom Pen), pero no lograron pacificar el resto del reino y solo Gallinato pudo volver a Filipinas, habiendo desaparecido Veloso y Ruiz. Luis Pérez das Mariñas había consumido en su aventura los 20.000 ducados de la herencia paterna e intentó involucrar sin éxito al Consejo de Indias en esos proyectos, pero falleció combatiendo en Manila durante una sublevación de los sangleyes o residentes chinos sin llegar a ver cómo eran derrotados. Soltero y sin descendencia, dejó por heredero a su primo hermano Fernando de Castro, uno de los descubridores del Archipiélago de las Salomón.
Mencionan sus hechos fray Gabriel Quiroga de San Antonio, Breve y verdadera relación de los successos del Reyno de Camboxa, 1604, Antonio de Morga, Sucesos de las Islas Filipinas, México, Impresor Cornelio Adriano César, 1609, Francisco Colín, Diego de Aduarte y otros.